# ウォリアーモンク
ウォリアーモンク（Warrior monk）とは、宗教団体が異教徒からの自衛、信徒の保護、施設・祭事の警備を目的として抱えた戦闘員や警備員のこと。また武装組織となった宗教団体やその構成員。転じて自ら武装して戦う戦士（Warrior）としての側面と、禁欲的な生活を送る修道士（monk）としての側面を併せ持つ人物を表す言葉としても用いられる。
直訳すると「戦う修道士」となるが、下級の聖職者が兼任する他にも外部の戦闘員を配下に収めた例（大和武士）がある。日本語では類似した概念である僧兵とも訳される。
- 寺社勢力 - 日本の古代から近世において武家政権・朝廷とともに権力を三分した宗教勢力。自衛や敵対勢力との抗争に備え戦闘要員を抱えていた。
  - 僧兵 - 古代後期から中世、近世初頭にかけて大寺社が抱えていた武装した衆徒や配下に収めた大和武士。
  - 神人 - 古代から中世の神社において社務の補助や雑役を担当する下級神職。警備員としても活動するため武装していた。
- 義兵 - 前近代の朝鮮において、儒教の義の観念に基づき、国家的危機に際して挙兵した在野の士人や民衆。
- 騎士修道会（宗教騎士団） - 修道士が自ら武装して戦うキリスト教の修道会。中世ヨーロッパではエルサレムへの巡礼者を保護する目的で多く設立された。
  - テンプル騎士団
  - 聖ヨハネ騎士団
  - マルタ騎士団
  - ドイツ騎士団
- 嵩山少林寺 - 仏教寺院であるが僧侶が少林拳の稽古に励んでいる。
- イスラム教ニザール派 - 敵対勢力を暗殺で排除したことから暗殺教団とも呼ばれた。
- ムガル帝国のサドゥー